# Erioptera cervula
Erioptera cervula là một loài ruồi trong họ Limoniidae. Chúng phân bố ở miền Cổ bắc.